# Użytki rolne

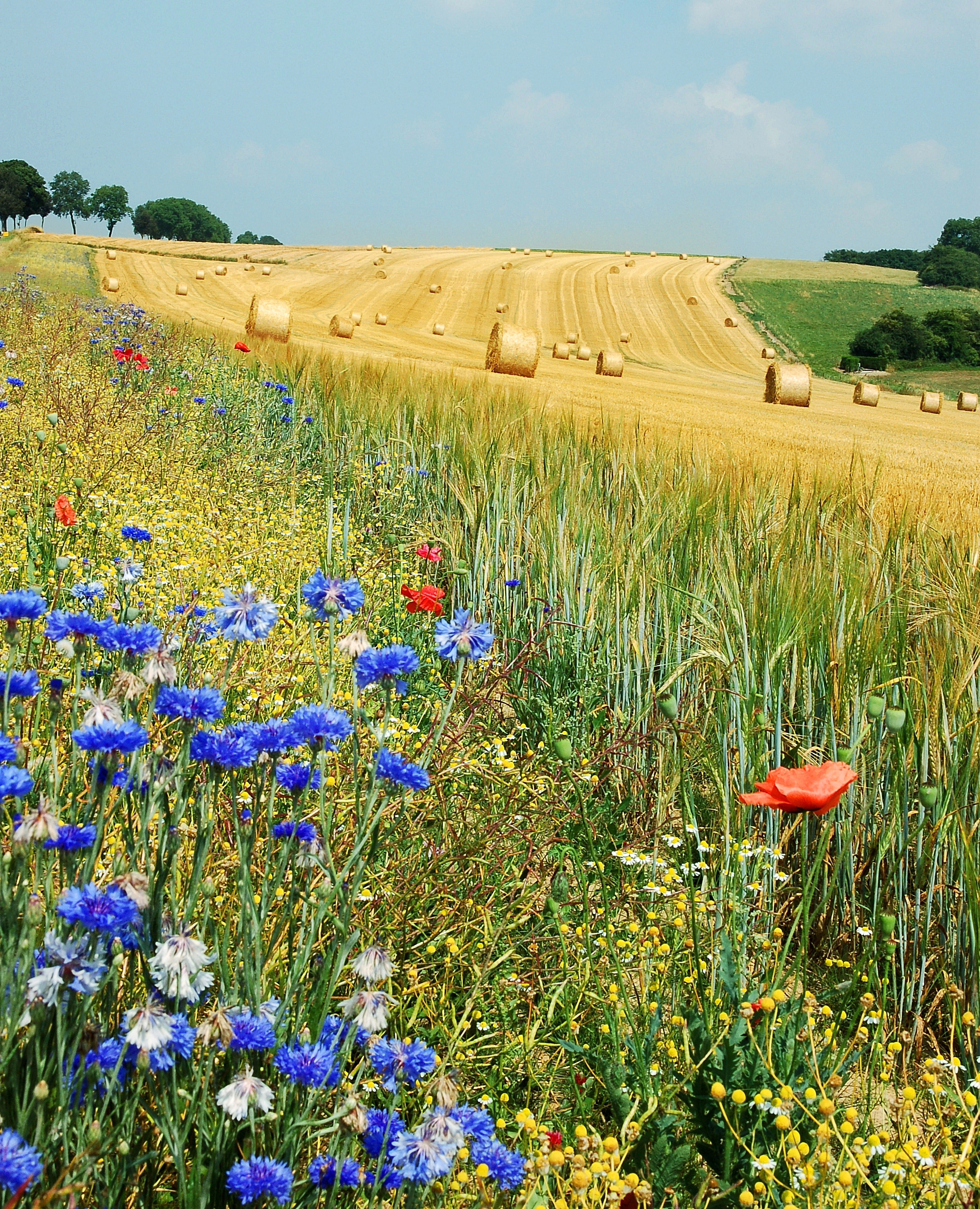
Grunty orne w Belgii – pole uprawne po skoszeniu zboża i zbelowaniu słomy

Użytki rolne – tereny w obrębie gospodarstwa rolnego lub danego regionu wykorzystywane do produkcji roślinnej, ogrodniczej lub zwierzęcej. Do użytków rolnych zalicza się: grunty orne, trwałe użytki zielone (pastwiska, łąki), ogródki przydomowe, sady i szkółki drzew owocowych, trwałe plantacje (np. chmielu, wikliny, herbaty, kawy, trzciny cukrowej, winnice itp.). Do użytków rolnych nie wlicza się terenów leśnych, szkółek leśnych ani wód śródlądowych. Powierzchnia użytków rolnych na świecie wynosi 4868,3 mln ha (1992), w Polsce – 18,87 mln ha (188 700 km² w roku 2011), co stanowi 60,3% ogólnej powierzchni kraju.
Główne obszary rolnicze w Polsce:
Wyżyna Lubelska, Wyżyna Sandomierska, Równina Wrocławska, Nizina Południowowielkopolska, Kujawy, Żuławy Wiślane, Nizina Szczecińska.

## Użytki rolne w ewidencji gruntów
W ewidencji gruntów stosuje się następujące symbole użytków rolnych:
| symbol | nazwa                                                | zasady zaliczania do użytków |
| ------ | ---------------------------------------------------- | --- |
| R      | grunty orne                                          | - grunty poddane stałej uprawie mechanicznej mającej na celu produkcję rolniczą lub ogrodniczą; - grunty nadające się do uprawy, o której mowa w pkt 1, ale zajęte pod plantacje chmielu, wikliny lub drzew ozdobnych, w tym choinek, oraz szkółki ozdobnych drzew lub krzewów, lub na których urządzone zostały rodzinne ogrody działkowe; - grunty zajęte pod urządzenia i budowle wspomagające produkcję rolniczą lub ogrodniczą i położone poza działką siedliskową; - grunty utrzymywane w postaci ugoru lub odłogowane. |
| S      | sady                                                 | - grunty o powierzchni co najmniej 0,1000 ha, na których w zwartym nasadzeniu rosną drzewa owocowe lub krzewy owocowe (minimum 600 drzew lub 2000 krzewów na 1 ha) lub na których założone zostały szkółki owocowych drzew lub krzewów lub winnice. |
| Ł      | łąki trwałe                                          | - grunty pokryte zwartą wieloletnią roślinnością, złożoną z licznych gatunków traw, roślin motylkowych i ziół, tworzących ruń łąkową, systematycznie koszoną, a w rejonach górskich – hale i połoniny z zasady koszone. |
| Ps     | pastwiska trwałe                                     | - grunty pokryte podobną jak na łąkach roślinnością, na których z reguły wypasane są zwierzęta gospodarskie, a w rejonach górskich hale i połoniny, które z zasady nie są koszone, lecz na których wypasane są zwierzęta gospodarskie, w tym grunty zajęte pod urządzenia wspomagające hodowlę zwierząt gospodarskich, takie jak wiaty oraz kojce dla tych zwierząt, położone poza działką siedliskową. |
| Br     | grunty rolne zabudowane                              | - grunty objęte zabudową zagrodową w ramach istniejącej działki siedliskowej, w szczególności: 1) zajęte pod budynki przeznaczone do produkcji rolniczej, nie wyłączając produkcji rybnej, w szczególności: spichlerze, przechowalnie owoców i warzyw, stodoły, budynki inwentarskie, budynki na sprzęt rolniczy; 2) zajęte pod budynki przeznaczone do przetwórstwa rolno-spożywczego, z wyłączeniem gruntów zajętych pod przemysłowe zakłady przetwórstwa rolniczego bazujące na surowcach pochodzących spoza gospodarstwa rolnego, w skład którego wchodzą te budynki; 3) zajęte pod budynki mieszkalne oraz inne budynki i urządzenia, w szczególności: komórki, garaże, szopy, kotłownie, podwórza, place składowe, place postojowe i manewrowe, śmietniki, składowiska odpadów itp., jeżeli tworzą z gruntami rolnymi i budynkami, o których mowa pkt 1 i 2, zorganizowaną całość gospodarczą; 4) położone między budynkami i urządzeniami, o których mowa w pkt 1–3, lub w bezpośrednim sąsiedztwie tych budynków i urządzeń i niewykorzystywane do innego celu, który uzasadniałby zaliczenie ich do innej grupy użytków gruntowych, w tym zajęte pod rabaty, kwietniki, warzywniki. |
| Lzr    | grunty zadrzewione i zakrzewione na użytkach rolnych | - grunty, będące enklawami lub półenklawami użytków rolnych, na których znajdują się śródpolne skupiska drzew i krzewów lub tylko drzew, w wieku powyżej 10 lat, niezaliczone do lasów lub sadów. |
| Wsr    | grunty pod stawami                                   | - grunty pod zbiornikami wodnymi (z wyjątkiem jezior i zbiorników zaporowych z urządzeniami do regulacji poziomu wód), wyposażonymi w urządzenia hydrotechniczne nadające się do chowu, hodowli i przetrzymywania ryb, obejmujące powierzchnię ogroblowaną wraz z systemem rowów oraz tereny przyległe do stawów i z nimi związane, a należące do obiektu stawowego. |
| W      | rowy                                                 | - grunty zajęte pod otwarte rowy pełniące funkcje urządzeń melioracji wodnych szczegółowych dla gruntów wykorzystywanych do produkcji rolniczej. |

## Powierzchnia użytków rolnych w Polsce
Powierzchnia użytków rolnych w Polsce w kolejnych latach wynosiła:
| Rok  | Powierzchnia w tys. ha | % powierzchni Polski |
| ---- | ---------------------- | -------------------- |
| 1990 | 18 804,7               | 60,14%               |
| 1995 | 18 689,7               | 59,77%               |
| 2000 | 18 557,6               | 59,35%               |
| 2005 | 19 148,2               | 61,24%               |
| 2008 | 19 025                 | 60,85%               |
| 2009 | 18 980,7               | 60,70%               |
| 2010 | 18 931                 | 60,54%               |